# Bakerdania novaezelandicus
Bakerdania novaezelandicus är en spindeldjursart som beskrevs av Sandór Mahunka 1970. Bakerdania novaezelandicus ingår i släktet Bakerdania och familjen Pygmephoridae. Inga underarter finns listade.